# Commius elegans
Espèce
Synonymes
- Cimex elegans Donovan, 1805
- Strachia fasciata Signoret, 1851

Commius elegans est une espèce d'insectes hémiptères du sous-ordre des hétéroptères (punaises), de la famille des Pentatomidae, de la sous-famille des Pentatominae et de la tribu des Diemeniini.
Elle est trouvée dans le Sud-Est de l'Australie.

## LIens externes
- (en) BioLib : Commius elegans
- (en) Commius elegans sur le site "Atlas of Living Australia"